# スチュアート島
スチュアート島（スチュアートとう、Stewart Island）とは、ニュージーランド南部の島である。南島との間はフォーボー海峡で23km隔てられている。

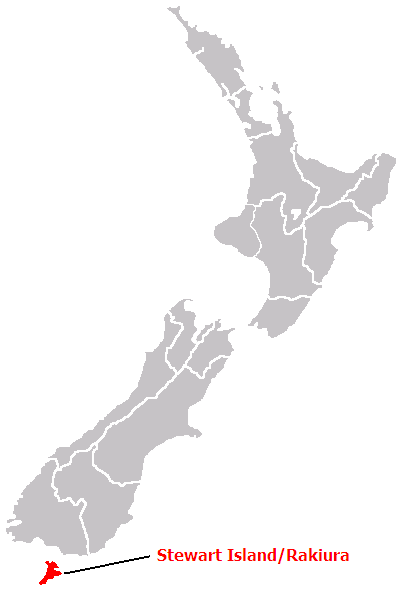
スチュアート島の位置

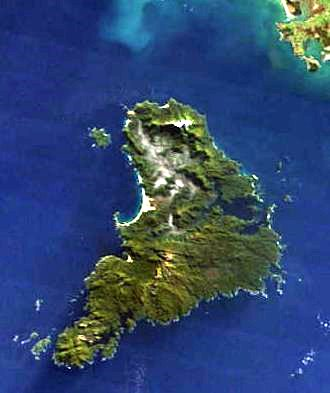
スチュアート島の衛星写真

かつて先住民のマオリ族が島に居たと言う痕跡がある。島は現地のマオリ語で「空が赤く燃える場所」を意味するラキウラ（Rakiura）と呼ばれていた（現在でも島のことはラキウラとも呼ばれている）。
1770年にジェームズ・クックにより発見され、海図に組み込まれるが、当時は南島の半島のように描かれていた。1809年にウィリアム・スチュアート大尉により、正確に島が図表にされた。スチュアート島の名は彼に由来する。
行政区分としては、南島のサウスランド地区の一部である。スチュアート島の面積は1,746km2で沖縄本島(1206.49km2)の1.5倍弱、人口は408人（2018年国勢調査）、中心地はハーフムーン・ベイにある集落オーバン（ハーフムーン・ベイとも呼ばれる）である。
スチュアート島へは、ニュージーランド南島南端のインバーカーギルからスチュアート・アイランド・フライツのプロペラ機が、同じくブラフからフェリーが運航されている。

## ラキウラ国立公園
スチュアート島は山がちな火山島で自然が豊かで、2002年3月に島の85%近くがラキウラ国立公園として国立公園になった。これは世界最南端の国立公園である。公園以外も島の殆どが原生林で、野鳥の宝庫となっている。野生のキーウィを観察できるのもここだけである。
また、避暑地として観光客も訪れる。